# Mex (Vaud)
Mex es una comuna suiza del cantón de Vaud, situada en el distrito de Gros-de-Vaud. Limita al norte con la comuna de Sullens, al este con Crissier, al sur con Villars-Sainte-Croix y Bussigny-près-Lausanne, y al oeste con Vufflens-la-Ville.
La comuna formó parte hasta el 31 de diciembre de 2007 del distrito de Cossonay, círculo de Sullens.

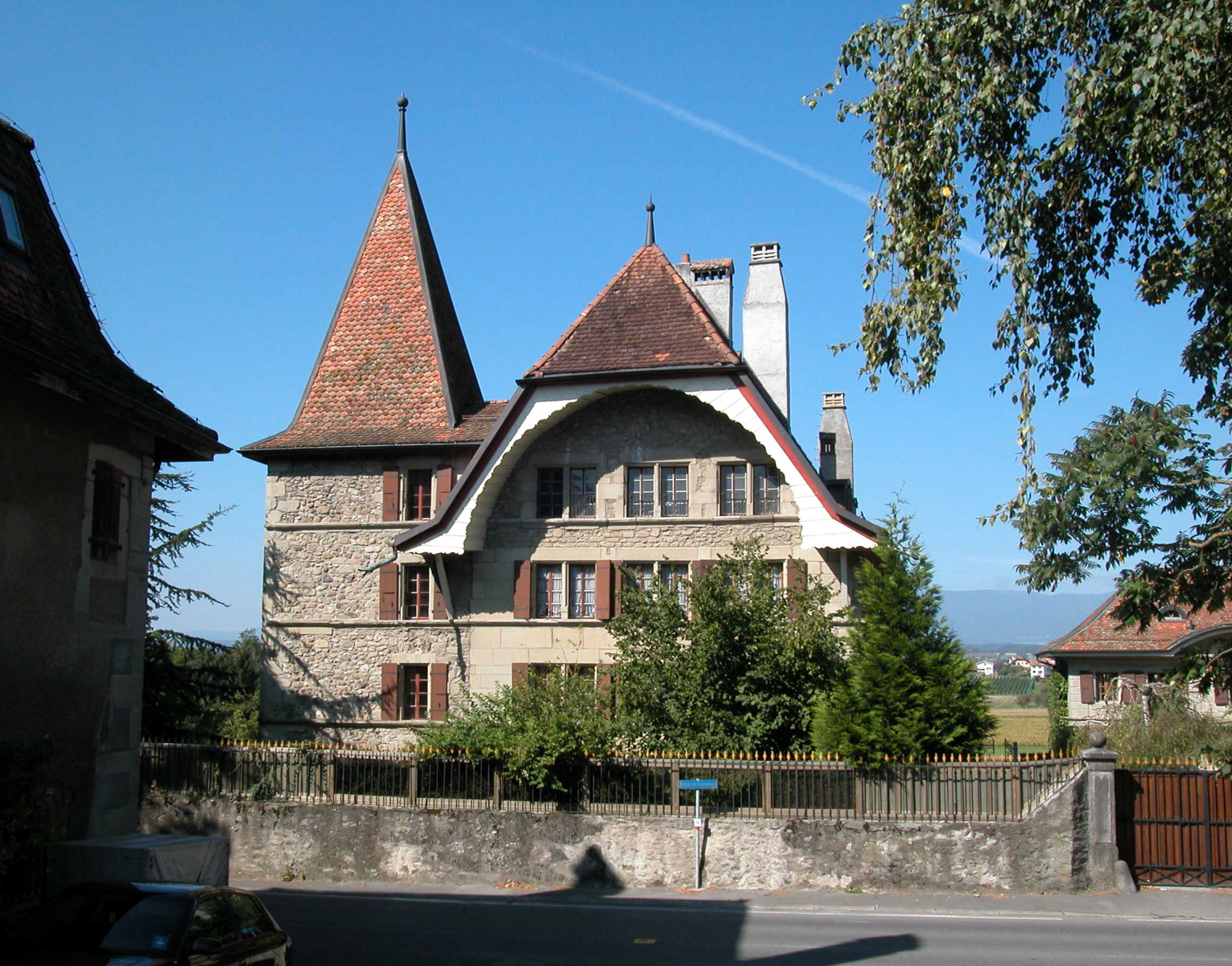
Castillo de Mex.